# 이철영
이철영(李鐵永, 1959년 6월 20일 ~ )은 제7·8대 민선 6·7기 경기 남양주시의회 의원이다. 소속 정당은 더불어민주당이며 지역구는 남양주시 가 선거구이다. 2020년 2월 6일 제8대 남양주시의회 후반기 의장으로 선출되었다. 

## 학력
- 경복대학교 복지행정과 졸업

## 경력
- 2014.07 ~ 2018.06: 제7대 경기 남양주시의회 의원(초선, 가 선거구)
  - 2016.07 ~ 2018.06: 제7대 경기 남양주시의회 후반기 의회운영위원회 위원장
- 2018.07 ~ 2022.06: 제8대 경기 남양주시의회 의원(재선, 가 선거구)
  - 2018.07 ~ 2020.06: 제8대 경기 남양주시의회 전반기 자치행정위원회 위원장
  - 2020.07 ~ 2022.06: 제8대 경기 남양주시의회 후반기 의장

## 역대 선거 결과
|  | 10.64% |

|  | 27.80% |

|  | 38.44% |